# Hôpital San Salvadour
L'hôpital San Salvadour est un hôpital de l'Assistance publique - hôpitaux de Paris (AP-HP) situé à Hyères (Var).

## Histoire
Le domaine de San Salvadour est construit entre 1872 et 1880 pour Auguste Parent avec un château fastueux, destiné à l'origine à accueillir un prince de la famille Napoléon. Il est probablement construit par l'architecte Ernest Paugoy. Il est situé dans un parc de plus de 20 hectares, où sont également construits des écuries, un colombier et une serre, et parcouru par des escaliers en rocaille. Le domaine devient en 1879 la propriété du journaliste et maire d'Hyères Edmond Magnier. Ruiné, il le revend en 1902 à une religieuse, Sœur Candide (Jeanne Foresti à l'état civil) qui souhaite en faire un établissement sanitaire. Elle peut le racheter grâce au prêt accordé par une riche bienfaitrice et aux loteries nationales de l'Œuvre d'Ormesson qu'elle dirige, loteries très lucratives. Sœur Candide avait déjà fondé d'autres établissements de soins grâce à son appel à des mécènes et à l'Œuvre. Elle fait construire à San Salvadour un sanatorium pour des enfants issus des classes moyennes dont les parents ne peuvent prendre en charge la totalité des frais médicaux. Ils sont initialement installés dans le château, puis dans un hôpital marin construit en 1903 en bord de mer pour permettre de l'hydrothérapie.

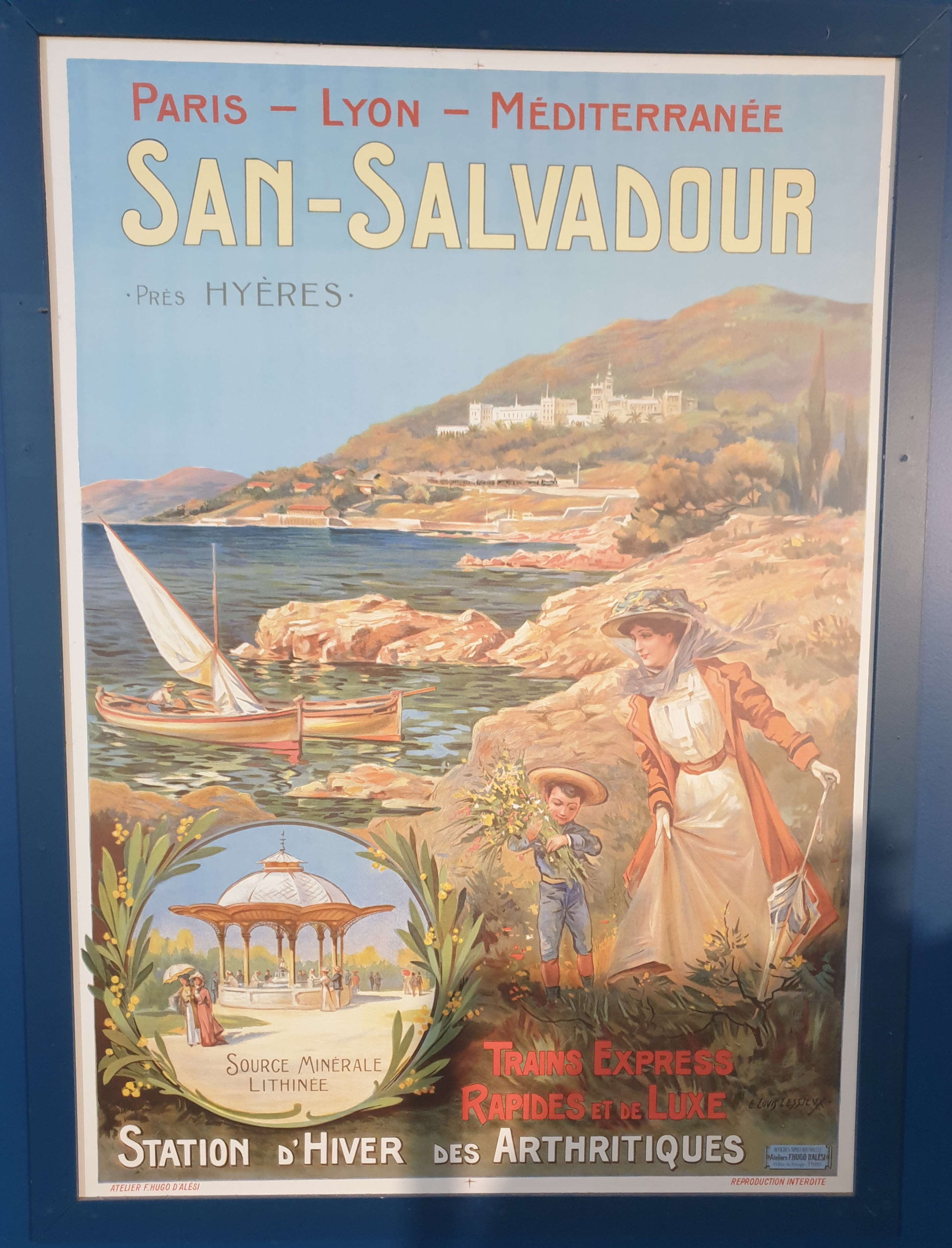
Affiche de la PLM pour San Salvadour exposée à la Cité du train.

En recherche de financement, sœur Candide essayer d'exploiter les sources d'eaux lithinées présentes dans le domaine, de les embouteiller et de les expédier à Paris. Mais c'est un échec. Elle crée alors  une petite station thermale sur place où la clientèle est accueillie dans un luxueux hôtel de 130 chambres construit en 1905 par l'architecte Paul Page et accolé au château. Page, né en Suisse, avait travaillé dans l'agence de Pierre Aublé à Saint-Raphaël et dans les années 1880, avait contribué à la construction  de la station de Tamaris-sur-Mer pour Michel Pacha. L'hôtel est un succès, favorisé par le passage à proximité de la ligne de chemin de fer du littoral varois, reliant Toulon à Saint-Raphaël et desservant Hyères. Une gare est même aménagée en 1905 devant le domaine de San Salvadour. Mais à partir de 1907, suite à des problèmes financiers, sœur Candide se lance dans des opérations financières de plus en plus risquées pour financer son œuvre, à la limite de l'escroquerie. Elle est obligée de revendre San Salvadour en 1911 dont l'hôtel sera exploité jusqu'au début de la Première Guerre mondiale. En 1912, Sœur Candide est emprisonnée et condamnée. Pendant la guerre, les lieux sont réquisitionnés pour les troupes coloniales marocaines puis le corps expéditionnaire américain. Le domaine est laissé  à l'abandon de 1919 à 1922, année où il est acquis par la Ville de Paris, qui l'a cédé à l’Assistance Publique pour accueillir des enfants présentant des problèmes pulmonaires, convalescents de maladies infantiles et souffrant de rachitisme. L'activité thermale y fut aussi développée.
Outre les bâtiments accueillant l'établissement hospitalier, le domaine de San Salvadour est aussi constitué d'un parc botanique réservé aux personnes qui fréquentent l'hôpital.
Aujourd'hui l’hôpital San Salvadour est spécialisé dans la prise en charge sanitaire de l’enfant, de l’adolescent et de l’adulte polyhandicapé.

## Galerie

Parc exotique de l'hôpital San Salvadour à Hyères
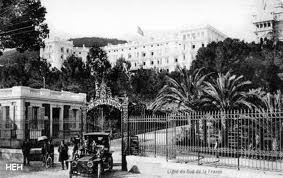
Entrée principale.
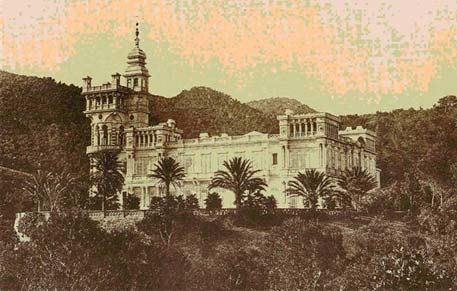
Le château.